# Friedrich A. von Hayek-Gesellschaft

Logo

Die Friedrich A. von Hayek-Gesellschaft e. V. wurde 1998 von einer Gruppe von Lobbyisten, Wirtschaftswissenschaftlern, Juristen, Unternehmern und Publizisten in Freiburg gegründet und hat ihren Sitz in Berlin. Sie steht in enger Verbindung zur im Jahr 2002 gegründeten Friedrich August von Hayek-Stiftung für eine freie Gesellschaft (nicht zu verwechseln mit der im Jahr 1999 gegründeten Friedrich-August-von-Hayek-Stiftung). Die Gesellschaft war ursprünglich liberal orientiert, bewegte sich mit dem Eintritt von Personen wie Alice Weidel, Beatrix von Storch und Vera Lengsfeld in den letzten Jahren aber zunehmend nach rechts.

## Betätigung
Die Gesellschaft bezweckt gemäß ihren Statuten die „Förderung der wirtschafts-, rechts- und gesellschaftswissenschaftlichen Forschung und Erkenntnis im Geiste Friedrich A. von Hayeks sowie deren Verbreitung“. Sie veranstaltet jährliche Hayek-Tage mit der Verleihung einer Hayek-Medaille. Sie fördert Gesprächskreise, sogenannte „Hayek-Clubs“, die im deutschsprachigen Raum der Vernetzung und dem regelmäßigen Austausch dienen sollen. Im Juli 2017 hatte sie 316 Mitglieder. Sie ist Teil des Netzwerks der Mont Pèlerin Society.
Mitglieder der Hayek-Gesellschaft wie Stefan Kooths befürchten, dass staatliche Eingriffe in die Wirtschaft (z. B. auch als Maßnahmen gegen den Klimawandel) wieder Hochkonjunktur hätten, was dann schlussendlich zu einer zentralen Planwirtschaft durch zunehmenden Interventionismus bzw. zu einem wie auch immer geartetem Sozialismus führen würde.
Die Hayek-Gesellschaft gehört zu einem Netzwerk von Lobbyorganisationen, das sich für eine strenge Austeritätspolitik einsetzt.

## Finanzierung
Ihre Arbeit wird wesentlich von der Friedrich August von Hayek-Stiftung für eine freie Gesellschaft finanziert, die über ein mittleres siebenstelliges Stiftungsvermögen verfügt. Der Papierindustrielle Edmund Radmacher hatte jedoch verfügt, dass Erträge seiner Privatstiftung nur fließen, solange dort Gerd Habermann bestimmt.

## Kontroversen
Die Hayek-Gesellschaft war ursprünglich eine liberale Organisation. In den letzten Jahren (Stand 2020) bewegte sie sich aber u. a. mit dem Eintritt von Personen wie Alice Weidel, Beatrix von Storch und Vera Lengsfeld immer weiter nach rechts. Spiegel Online spricht in diesem Kontext von einem „Prozess der Unterwanderung“ der Organisation, wobei jedoch viele dort diesen aus freien Stücken akzeptierten.
Im ersten Halbjahr 2015 akzentuierte sich innerhalb der Gesellschaft eine Auseinandersetzung zwischen Gerd Habermann und deren Vorsitzender, Karen Horn, die an den Hayek-Tagen im Juni 2015 eskalierte. Horn hatte in verschiedenen Artikeln zur Abgrenzung gegenüber rechtem und rechtsnationalem Gedankengut aufgerufen. Sie sorge sich darum, dass Vorurteile und üble Nachrede nicht nur wie gewohnt gegen Keynesianer und Sozialisten, sondern auch gegen „Demokratie, Feminismus, Pluralität, Homosexualität und Atheismus“ als Feindbilder überhand nähmen.
In einem offenen Brief forderten 26 Mitglieder Horn darauf zum Rücktritt auf: Den Artikel könnten sie nur „als Versuch verstehen, der Gesellschaft ein einseitiges und verengtes Liberalismusverständnis aufzuzwingen und große Teile der Mitgliederschaft als ‚reaktionär‘ auszugrenzen“. Die Gesellschaft brauche an der Spitze jemanden, der den Geist der Freiheit vorlebe.
Auf der Mitgliederversammlung im Juni 2015 schlug die Vorsitzende Karen Horn weitgehende Satzungsänderungen vor, denen die Mehrheit der Mitglieder nicht zustimmte.

### Austritte
Im Juli 2015 traten rund 60 Vereinsmitglieder aus und veröffentlichten eine Erklärung, darunter die Vorsitzende Karen Horn, der stellvertretende Vorsitzende Michael Wohlgemuth, drei Mitglieder des Stiftungsrates sowie Lars Feld, IW-Chef Michael Hüther, FDP-Chef Christian Lindner und Hans-Olaf Henkel.
Der Ökonom Peer Ederer wurde im Frühjahr 2017 als für Finanzen zuständiges Mitglied der Friedrich August von Hayek-Stiftung für eine freie Gesellschaft abberufen. Er hatte Interna an den Spiegel weitergegeben und durch die resultierende Veröffentlichung den Datenschutz und Persönlichkeitsrechte einzelner Mitglieder verletzt, insbesondere durch die Nennung der Höhe der Bezüge, die Gerd Habermann für seine Tätigkeit bekam. Günter Ederer und sein Sohn Peer traten im Juni 2017 aus der Hayek-Gesellschaft aus, weil sie das Vermächtnis von Friedrich August von Hayek „in einen nationalistisch-völkischen Sumpf gezogen“ sahen.

### Ehrung von Javier Milei
Am 22. Juni 2024 erhielt der amtierende Präsident Argentiniens, Javier Milei, die Medaille der Hayek-Gesellschaft in Hamburg. In seiner Laudatio beschrieb deren Präsident, der Ökonom Stefan Kooths, Milei als einen Bahnbrecher, welcher seinem Land die Chance gebe, aus durch Blockaden des Interventionismus verursachten Sackgassen herauszufinden. Er sei kein Populist, sondern vielmehr ein „Popularisierer freiheitlich-marktwirtschaftlicher Ideen“ und wende sich ab von populistischen Versprechungen auf billige Lösungen und von paternalistischen Attitüden eines Wohlfahrtsstaats, welcher letztlich nur das Elend verwalte: Damit gebe er seinen Landsleuten Selbstvertrauen und berechtigte Hoffnung. Der Verleihung, bei der auch bekannte Personen des politisch rechten Spektrums in Deutschland wie etwa Hans-Georg Maaßen und Beatrix von Storch anwesend waren, wohnten etwa 200 Gäste bei. Die Veranstaltung wurde von Protesten von ca. 300 Menschen begleitet, zu denen verschiedene linke und einige argentinische Organisationen wie auch die deutsche Partei Die Linke aufgerufen hatten.
Im Vorfeld der Auszeichnung hatte das Vorstandsmitglied der Hayek-Gesellschaft Gerd Habermann im Blog „Achse des Guten“ sich wie folgt zu Milei geäußert: „Es geht Milei um nichts weniger als um die Abschaffung des egalitären Wohlfahrtstaates (nicht nur seine Reform) und des gesellschaftspolitischen Destruktionismus (Genderismus and all that).“
In der Wochenzeitung Die Zeit kommentierte der freie Journalist Thomas Assheuer zu den Hintergründen für diese Einschätzung, dass der Staat für Milei „ein moderner Pharao“ sei, „und seine Beamten wie ägyptische Sklavenhalter“ seien. „Mit der Peitsche von Arbeits- und Umweltrecht machen sie der Wirtschaft das Leben zur Hölle.“  Weiters meinte er, dass neben Mileis Ultraliberalismus ein „autoritäre[s] rechtsradikale[s] Gehabe“ trete. Er hasse „Scheißlinke“ und Umweltaktivisten, und Feministinnen ganz besonders. Die „nach rechts hin offene“ Hayek-Gesellschaft habe mit Mileis politischen Ansichten offenbar kein Problem. Dies sei wenig verwunderlich, denn der Namensgeber der Organisation Friedrich August von Hayek war 1977 „nach Chile gereist, um dem Gewaltherrscher Augusto Pinochet bei der ‚Befreiung‘ der Wirtschaft mit Rat und Tat zur Seite zu stehen“. Hayek pflegte auch Sympathien für den portugiesischen Diktator António de Oliveira Salazar.

### Kritik an der Haltung der Hayek-Gesellschaft zum Klimawandel
In der Hayek-Gesellschaft sind laut dem Magazin Der Spiegel viele Klimawandelleugner aktiv. Der Verein EIKE, der als Zentrum der politisch aktiven und organisierten Klimaleugnerszene in Deutschland bekannt ist, ist mit seinem Präsidenten Holger Thuß, seinem Vizepräsidenten Michael Limburg und mit seinem Generalsekretär Wolfgang Müller vertreten. Limburg, der als AfD-Mitglied die Klimapolitik der Partei maßgeblich beeinflusst hat, hält Vorträge in der Hayek-Gesellschaft. Der Initiator der Hayek-Gesellschaft Gerd Habermann hielt im Jahr 2011 ebenfalls einen Vortrag auf einer Konferenz von EIKE.

## Parteimitgliedschaften
Mit Datum vom 9. Februar 2016 hatte der Vorsitzende der Friedrich A. von Hayek-Gesellschaft, basierend auf einer „großen Mehrheit innerhalb des Vorstands“, Beatrix von Storch brieflich um einen freiwilligen Austritt aus der Hayek-Gesellschaft gebeten. Das öffentlich wahrnehmbare Verhalten entspreche nicht dem Zweck der Hayek-Gesellschaft und dem Gedankengut Hayeks. Von Storch ist dieser Bitte jedoch nicht nachgekommen. Neben ihr sind auch die AfD-Bundestagsabgeordneten Alice Weidel und Peter Boehringer Mitglieder der Gesellschaft. Alice Weidel gab ihren Austritt im Februar 2021 bekannt.

## Organe
- Vorstandsmitglieder waren im Februar 2020 Stefan Kooths als Vorsitzender, Gerd Habermann, Carlos Gebauer und Gerhard Papke.[25]
- Der Vorstand der Friedrich August von Hayek-Stiftung für eine freie Gesellschaft setzte sich zusammen aus Clemens Christmann als Vorsitzender, Alexander Dörrbecker, Claus Vogt, Johannes Bachmann und Thorsten Lieb.[25]
- Die Mitglieder des Stiftungsrats waren Rolf H. Hasse als Vorsitzender, Lutz Henseler, Stefan Kooths, Frank Schäffler, Norbert F. Tofall, Michael von Prollius und Erich Weede.[25]
- Die Mitglieder des Kuratoriums waren Thomas Bentz, Charles B. Blankart, Günter Ederer, Volker J. Geers, Jörg Guido Hülsmann, Barbara Kolm, Stefan Kooths, Vera Lengsfeld, Marina Masoni, Thomas Mayer, Ernst-Joachim Mestmäcker, Robert Nef, Marie-Christine Ostermann, Edzard Schmidt-Jortzig, Gunther Schnabl, Alfred Schüller, Joachim Starbatty, Tito Tettamanti und Christian Watrin.[25]

## Hayek-Medaille
Die Hayek-Medaille erhielten:
- 1999 Erich Hoppmann
- 2000 Wernhard Möschel
- 2001 Heinz Greiffenberger und Manfred Streit
- 2002 Roger Douglas
- 2003 Gary Becker
- 2004 Otto Graf Lambsdorff
- 2005 Ivan Mikloš und Christian Watrin
- 2006 Günter Ederer und Elisabeth Noelle-Neumann
- 2007 Hans-Olaf Henkel und Antonio Martino
- 2008 Robert Nef und Vernon Smith
- 2009 Vaira Vike-Freiberga und Ernst-Joachim Mestmäcker
- 2010 Hernando de Soto und Viktor Vanberg
- 2011 Alfred Schüller und Razeen Sally
- 2012 Erich Weede und Richard Sulík
- 2013 Christian Kirchner und Jesús Huerta de Soto
- 2014 Geoffrey Brennan und Rainer Hank
- 2015 Israel M. Kirzner, Roland Tichy und Roland Baader (postum)
- 2016 Mario Vargas Llosa und Charles B. Blankart
- 2017 Michail Chodorkowski und Peter Bernholz
- 2018 Joachim Starbatty und Leszek Balcerowicz
- 2019 Roland Vaubel
- 2020  Nicht vergeben
- 2021 Martin Rhonheimer
- 2022  Nicht vergeben
- 2023 Guido Hülsmann
- 2024 Javier Milei
- 2025 Vince Ebert

## Aktuelle und ehemalige Mitglieder
Im Jahr 2015 gehörten der Gesellschaft 300 Wirtschafts- und Politikwissenschaftler, Politiker, Juristen, Unternehmer und Autoren an, darunter:
- Ulrike Ackermann (* 1957), Politikwissenschaftlerin und Publizistin
- Philipp Bagus (* 1980), Ökonom und Hochschullehrer
- Thomas Bentz
- Pierre Bessard (* 1975), Publizist und Ökonom
- Peter Boehringer (* 1969), Autor und Politiker
- Gideon Böss (* 1983), Schriftsteller und Kolumnist
- Henryk M. Broder (* 1946), Publizist und Buchautor
- Charles B. Blankart (1942–2023), Volkswirt
- Günter Ederer (* 1941), Wirtschaftsjournalist, Filmemacher und Publizist, bis 2017
- Peer Ederer bis 2017
- Lars Feld (* 1966), Professor für Wirtschaftspolitik, bis Juli 2015
- Carlos Gebauer (* 1964), Jurist, Publizist und Schriftsteller
- Volker J. Geers
- Heike Göbel (* 1959), Wirtschaftsjournalistin
- Gerd Habermann (* 1945), Wirtschaftsphilosoph, Hochschullehrer und freier Publizist
- Rainer Hank (* 1953), Wirtschaftsjournalist
- Hans-Adam II. (* 1945), Fürst und Staatsoberhaupt Liechtensteins
- David Harnasch (* 1977), Journalist
- Hans-Olaf Henkel (* 1940), Politiker und Publizist, bis Juli 2015
- Karen Horn (* 1966), Wirtschaftsjournalistin, Publizistin und Universitätsdozentin, bis Juli 2015
- Jörg Guido Hülsmann (* 1966), deutscher Ökonom
- Konrad Hummler (* 1953), Unternehmer, Publizist und ehemaliger Privatbankier
- Michael Hüther (* 1962), Wirtschaftsforscher, bis Juli 2015
- Otmar Issing (* 1936), Ökonom
- Susanne Kablitz (1970–2017), Politikerin
- Markus Kerber (* 1963), Wirtschaftswissenschaftler
- Stefan Kolev (* 1981), Wirtschaftswissenschaftler, bis Juli 2015
- Barbara Kolm (* 1964), Wirtschaftswissenschaftlerin
- Stefan Kooths (* 1969), Ökonom
- Roger Köppel (* 1965), Journalist, Medienunternehmer, Publizist und Politiker
- Holger Krahmer (* 1970), Politiker
- Markus Krall (* 1962), Autor und Unternehmensberater
- Vera Lengsfeld (* 1952), Publizistin und Politikerin
- André F. Lichtschlag (* 1968), Publizist und Verleger
- Michael Limburg (* 1940), Autor, EIKE-Vizepräsident und AfD-Mitglied
- Christian Lindner (* 1979), deutscher Politiker
- Saskia Ludwig (* 1968), Politikerin
- Marina Masoni
- Thomas Mayer (* 1954), Volkswirt
- Ernst-Joachim Mestmäcker (1926–2024), Rechtswissenschaftler
- Robert Nef (* 1942), Publizist und Autor
- Georg-Berndt Oschatz (* 1937), Verwaltungsbeamter und Politiker
- Marie-Christine Ostermann (* 1978), Unternehmerin und Politikerin
- Gerhard Papke (* 1961), Politiker
- Ramin Peymani (* 1968), Buchautor und Publizist
- Ingo Pies (* 1964), Ökonom und Wirtschaftsethiker
- Thorsten Polleit (* 1967), Ökonom
- Michael von Prollius (* 1969), Wirtschaftshistoriker, Unternehmensberater und Publizist
- Karl Reichmuth
- Frederik C. Roeder
- Martin Rhonheimer (* 1950), Philosoph und Universitätsprofessor
- Wolf Schäfer (1941–2020), Ökonom
- René Scheu (* 1974), Publizist, Philosoph und Übersetzer[28]
- Edzard Schmidt-Jortzig (* 1941), Emeritus für Öffentliches Recht
- Gunther Schnabl (* 1966), Wirtschaftswissenschaftler
- Jan Schnellenbach (* 1973), Wirtschaftswissenschaftler und Hochschullehrer, bis Juli 2015
- Martin C. Scholz
- Alfred Schüller (* 1937), Wirtschaftswissenschaftler
- Thomas Seiter
- Joachim Starbatty (* 1940), Ökonom und Politiker
- Holger Steltzner (* 1962), Journalist
- Cora Stephan (* 1951), Publizistin und Schriftstellerin
- Beatrix von Storch (* 1971), Politikerin
- Manfred E. Streit (1939–2017), Ökonom
- Linda Teuteberg (* 1981), Rechtsanwältin und Politikerin
- Tito Tettamanti (* 1930), Rechtsanwalt, Politiker, Unternehmer und Kapitalist
- Holger Thuß (* 1969), Präsident und Gründer von EIKE
- Roland Vaubel (1948–2024), Ökonom
- Christian Watrin (1930–2020), Ökonom
- Gerhard Wegner (* 1956), Ökonom und Hochschullehrer, bis Juli 2015
- Alice Weidel (* 1979), Unternehmensberaterin und Politikerin, bis Februar 2021
- Michael Wohlgemuth (* 1965), Ökonom und Publizist, bis Juli 2015
- Christoph Zeitler